# 因陀羅跋摩一世 (占婆)
因陀羅跋摩一世（「因陀羅跋摩」占名：Indravarman），占婆第五王朝（當時稱「環王國」）第三位君主。據占婆碑誌資料顯示，因陀羅跋摩一世在位時內治昌明，外摧敵人。此外，因陀羅跋摩一世曾遣使到中國，與唐朝政府修好。

## 生平及治國
因陀羅跋摩一世為占婆第五王朝第二位君主釋利薩多跋摩（Satyavarman）之弟。釋利薩多跋摩去世，因陀羅跋摩一世繼位。他在位時的情況，據占婆碑誌所稱，是「內治昌明，外摧敵人，威及四方，恢復侵地」。法國學者喬治·馬司培羅就當時的國際形勢，指出占婆對外擴張相當有利。在中國方面，唐德宗須應付內部的藩鎮動亂，無暇南顧，因而可能曾侵擾安南都護府所轄的驩州、愛州等地（此兩地與占婆北境接近）。在吉蔑方面，當時分裂為水真臘和陸真臘，因此亦造就因陀羅跋摩一世乘亂進犯，成為其「足跡所至富庶之地」。而在馬來海盜方面，則對占婆具有相當威脅。據占婆梵文碑誌所載，787年，馬來海盜來寇，焚毁毗羅祖羅（Virapura）西方神祠，掠其寶物，當地戰士、奴婢，皆被殺掠。事後，據占婆語碑誌所載，因陀羅跋摩一世重建被毁的神祠。
因陀羅跋摩一世對中國唐朝，亦曾嘗試修好關係。據學者馬司培羅所說，占婆在第四王朝以後，便斷絕了對唐朝貢。據王溥《唐會要》卷九十八《林邑國》所載：「貞元九年（793年），環王因遣使頁犀牛，上令見於太廟。」但自此以後，第五王朝對唐遣使又絕，馬司培羅指出可能是唐朝皇帝未能厚待其使，又或者占婆政府感到進行朝貢訪問已無益，因而終斷遣使。
因陀羅跋摩一世去世後，由其妹婿訶梨跋摩一世（Harivarman I）繼位。